# De Oosterpoort
De Oosterpoort is een cultuurcentrum in de stad Groningen. Het gebouw staat direct ten zuidoosten van de binnenstad aan de Trompsingel aan de noordrand van de Oosterpoortwijk.
De Oosterpoort beschikt over twee concertzalen. De grote zaal, deels met een amfitheater, heeft een capaciteit van 1150 zitplaatsen. Bij het ontwerpen daarvan heeft onderzoeksinstituut TNO getracht de unieke akoestiek van de gesloopte concertzaal De Harmonie zo goed mogelijk te kopiëren. Doordat het om een heel ander model zaal gaat, is dat niet gelukt. De kleine zaal heeft 450 zitplaatsen. Ook andere ruimtes in het pand worden regelmatig benut voor optredens. Het complex beschikt over een ondergrondse parkeergarage, waaruit auto's met een LPG-installatie worden geweerd.
Vaste bespeler van De Oosterpoort is het Noord Nederlands Orkest. In het gebouw vindt jaarlijks in de maand januari het Noorderslagfestival plaats. In 2002 is De Oosterpoort organisatorisch gefuseerd met De Stadsschouwburg Groningen. Sinds maart 2019 heet de organisatie achter De Oosterpoort & de Stadsschouwburg SPOT Groningen.

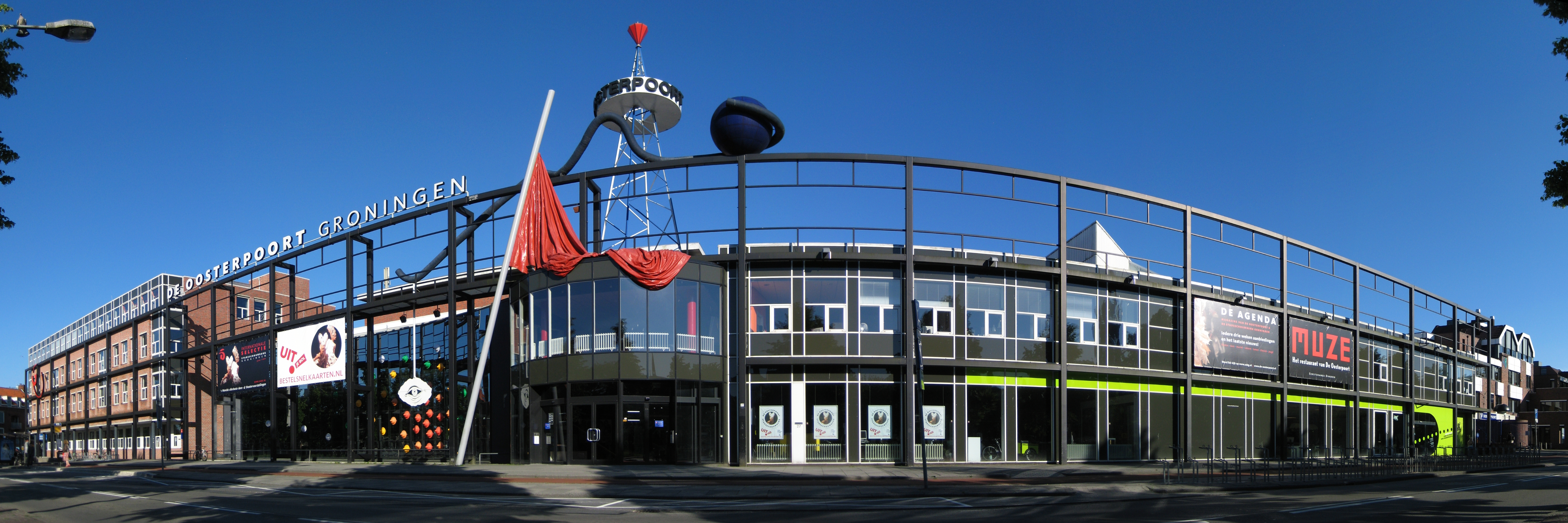
De voorzijde van cultuurcentrum De Oosterpoort in 2010. De façade met lichtsculptuur, die uit 1991 dateert, werd ontworpen door de kunstenaars Tom Postma en Alexander Schabracq.